# Barh el Gazel Ouest
Pour les articles homonymes, voir Bahr el-Ghazal.
Le département du Barh El Gazel Ouest est un des 4 départements composant la province du Barh el Gazel au Tchad (Ordonnance N° 027/PR/2012 du 4 septembre 2012). Son chef-lieu est Chadra.

## Toponymie et graphie
Le département tire son nom du Bahr el Ghazal, ancien fleuve.
Plusieurs graphies coexistent. La forme Barh el Gazel est celle qui est utilisée pour nommer les unités administratives, la province et les départements qui la composent (ordonnance n° 038/PR/2018, article 1er : la présente ordonnance détermine le nombre, les dénominations et les délimitations des unités administratives ...).

## Subdivisions
Le département du Barh el Gazel Ouest est divisé en 2 sous-préfectures :
- Chadra,
- Mouzaragui.

## Administration
Liste des administrateurs :
Préfets du Barh el Gazel Ouest
- 2012 : xx